# Kodagahalli, Malavalli
Kodagahalli là một làng thuộc tehsil Malavalli, huyện Mandya, bang Karnataka, Ấn Độ.